# Ordem da Estrela Negra

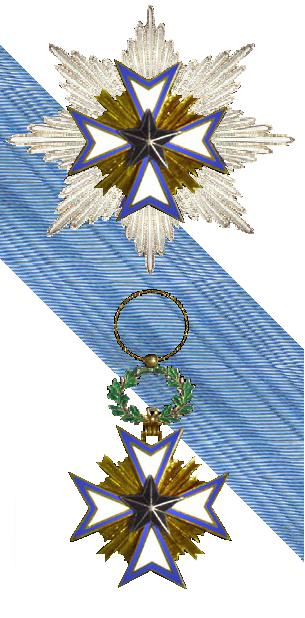
Ordem da Estrela Negra

A Ordem da Estrela Negra (em francês: Ordre de l'Étoile Noire) foi uma Ordem de Cavalaria criada em 1 de Dezembro de 1889 em Porto-Novo por Toffa, futuro rei do Daomé (actual Benim). Aprovada e reconhecida pelo governo francês a 30 de Julho de 1894, após a constituição dos novos estatutos a 30 de Agosto de 1892 , a Ordem homenageava aqueles se distinguiam no desenvolvimento da influência francesa na costa oeste de África.
A Ordem tinha cinco classes: 
- Grã-Cruz (Grand-croix)
- Comendador com emblema (Commandeur avec plaque)
- Comendador (Commandeur)
- Oficial (Officier)
- Cavaleiro (Chevalier)

A Ordem foi extinta por decreto a 3 de Dezembro de 1963 e substituída pela Ordem Nacional do Mérito. Os titulares da nova Ordem podem usar as insígnias da antiga.

## Portugueses distinguidos
Em Portugal, desde 1932, receberam autorização para envergar as insígnias da Ordem da Estrela Negra os seguintes portugueses.
- Oficial —  Alberto Carlos Aprá, capitão-de-fragata (1932-05-24)
- Comendador — Nuno Frederico de Briou, almirante (1932-09-23)
- Comendador c/ placa — Carlos Roma Machado de Faria e Maia, coronel (1935-06-20)
- Comendador c/ placa — Luís Augusto de Aragão e Brito, Dr. (1946-11-04)
- Oficial — Miguel Maria Pupo Correia, capitão (1952-12-02)
- Comendador — Domingos António de Sousa Coutinho, coronel (1953-11-13)
- Oficial — Pedro Correia de Barros, primeiro-tenente (1954-01-08)
- Oficial — Bernardo Rebelo Neves Diniz de Aiala, coronel (1958-03-13)
- Grã-Cruz — Júlio Carlos Alves Dias Botelho Moniz, general (1960-11-02)